# Rhipsalis mesembryanthemoides
Rhipsalis mesembryanthemoides är en kaktusväxtart som beskrevs av Adrian Hardy Haworth. Rhipsalis mesembryanthemoides ingår i släktet Rhipsalis och familjen kaktusväxter. Inga underarter finns listade i Catalogue of Life.

## Bildgalleri

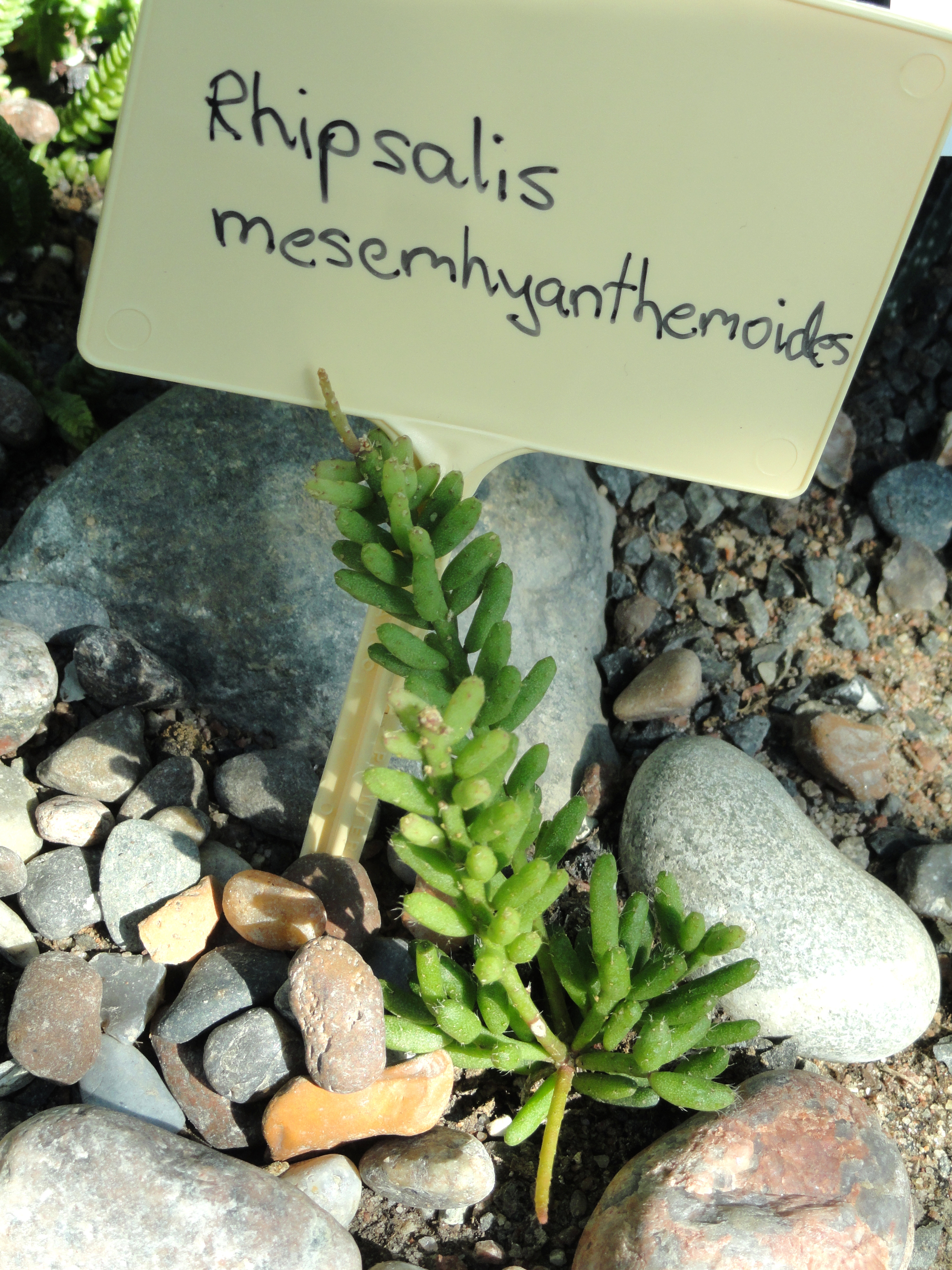
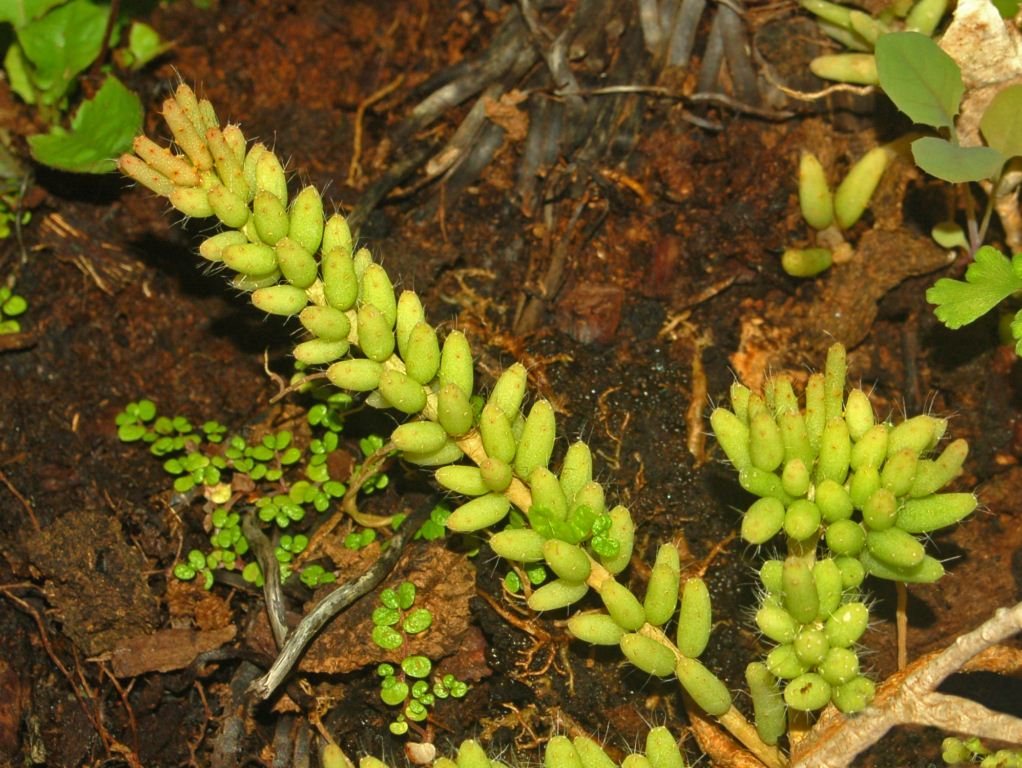
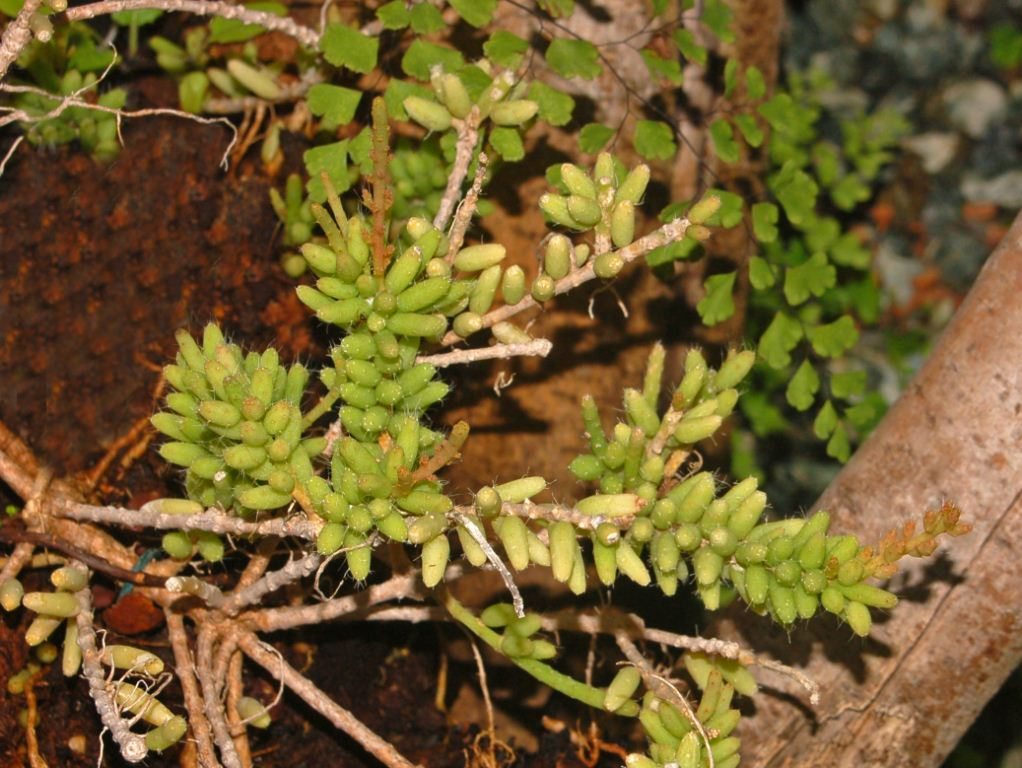
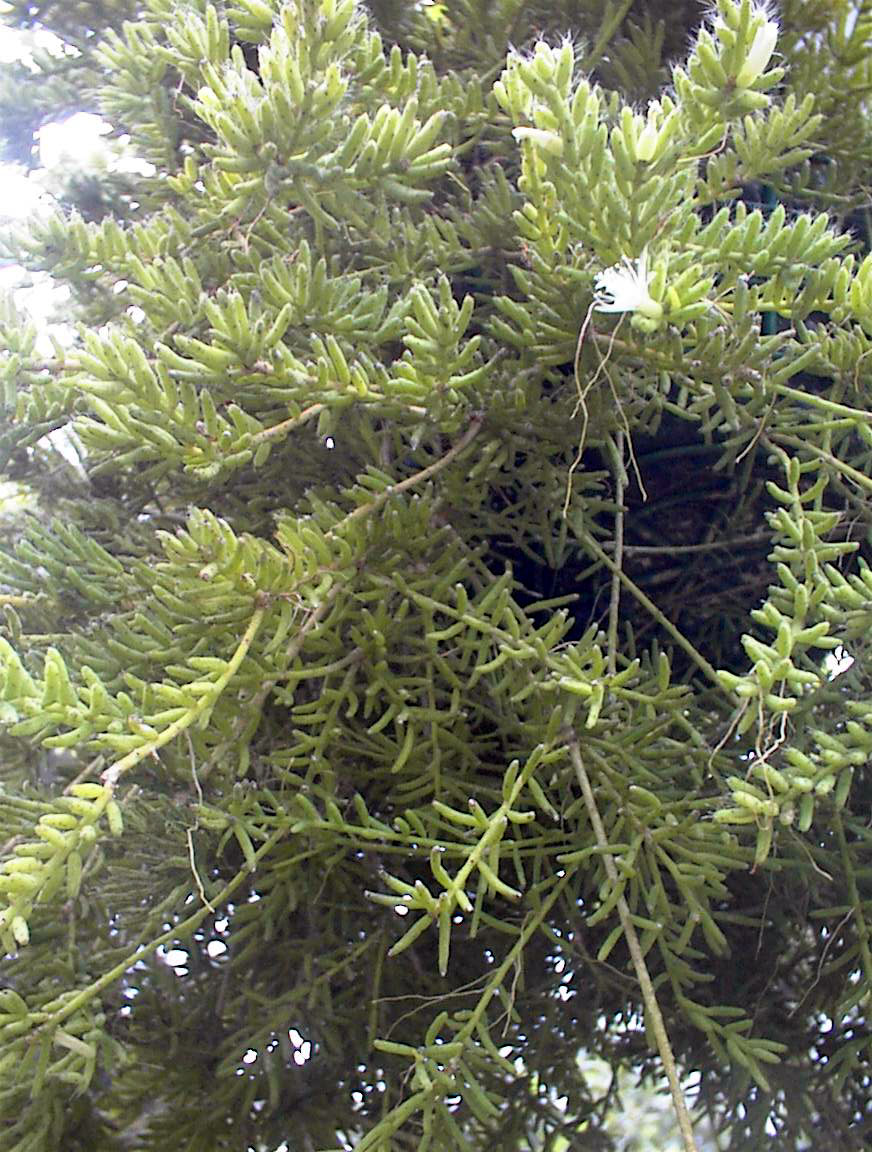
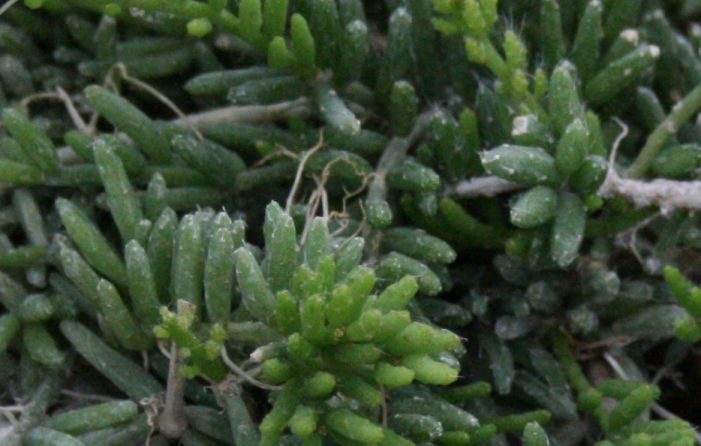